# Réserve naturelle et ornithologique de Tautra et Svaet
La réserve naturelle et ornithologique de Tautra et Svaet est une réserve naturelle et une aire protégée située autour de l'île de Tautra dans la commune de Frosta, comté de Trondelag. La réserve naturelle (2,7 km2) et la réserve ornithologique (13,8 km2) sont incluses dans le site ramsar créé en 1985. La réserve est essentiellement maritime.
La zone protégée est une très importante aire de repos pour les oiseaux des zones humides tels que oies, canards et échassiers. Plus de 200 espèces d'oiseaux ont été observées dans la réserve. Durant les périodes de migration au printemps et en automne, des milliers d'oiseaux y sont réunis. On peut également y observer une grande variété d'espèces d'oiseaux rares dans la région. Un grand nombre d'oiseaux viennent y passer l'hiver : la plupart sont des canards plongeurs, mais aussi des cormorans, des canards colverts, des pygargues à queue blanche et alcidae (eider à duvet et macreuse).
Après qu'un pont et une jetée ont été construits à Tautra, le renard, le vison et la martre ont fait leur apparition sur l'île ce qui n'a pas été sans conséquence pour la stabilité des populations d'oiseaux. La jetée a également affecté les courants dans les eaux peu profondes du détroit entre Tautra et le continent. Ce qui a obligé les canards plongeurs à adapter leur comportement en particulier dans la quête de nourriture. En 2003, il a été fait une ouverture de la digue afin de restaurer le courant tel qu'il était auparavant. De même il a été construit un piège à renard les empêchant de traverser le pont. En mai 2013, il a fallu conduire une chasse aux chats sur l'île de Tautra: les chats étaient conduits chez le vétérinaire. S'ils étaient pucés ils étaient rendus à leur propriétaire qui pouvait se voir le cas échéant fortement incité à stériliser son animal. S'ils n'étaient pas pucés, ils étaient stérilisés puis envoyés sur le continent. Les chats étant des prédateurs importants pour les oiseaux migrateurs d'autant plus s'ils n'avaient pas de maître et devaient se débrouiller pour se nourrir. 